# Пуско-налагоджувальні роботи
Пусконалаго́джувальні робо́ти є ключовим етапом введення змонтованого обладнання у безпечну експлуатацію. Вони включають в себе перевірку, налаштування і випробовування обладнання з метою забезпечення усіх параметрів і режимів, заданих проектом. Ці роботи є експертною оцінкою виконаних монтажних робіт.
У пусконалагоджувальні роботи входить детальний інструктаж осіб, відповідальних за експлуатацію змонтованого обладнання. Після завершення пусконалагоджувальних робіт обладнання ставиться на гарантію.
Пусконалагоджувальні роботи, проведені висококваліфікованими спеціалістами можуть виявити можливі порушення при проведенні монтажних робіт, недоліки у роботі обладнання до початку його експлуатації, а також забезпечують його гарантовану роботу.